# Ariel & General Repairs

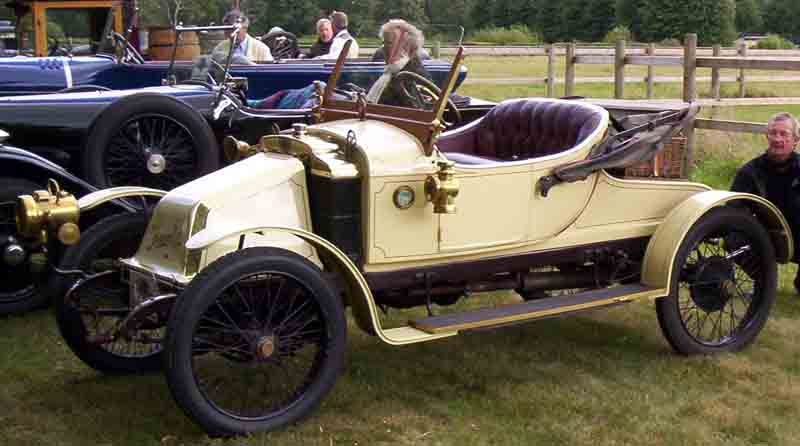
Hurtu (1912)

Ariel & General Repairs Ltd. war ein britischer Automobilhersteller, der 1911–1912 in London SE5 ansässig war.
Unter dem Namen AGR wurde ein 12 hp, der im Wesentlichen eine etwas abgeänderte Version des französischen Hurtu war, gebaut. Sein Motor hatte einen Hubraum von 1.540 cm³.

## Quelle
- David Culshaw & Peter Horrobin: The Complete Catalogue of British Cars 1895–1975. Veloce Publishing plc. Dorchester (1997). ISBN 1-874105-93-6